# Brunskogs socken
Brunskogs socken i Värmland ingick i Jösse härad, ingår sedan 1971 i Arvika kommun och motsvarar från 2016 Brunskogs distrikt.
Socknens areal är 267,84 kvadratkilometer varav 231,46 land. År 2000 fanns här 2 201 invånare. Tätorten Edane samt sockenkyrkan Brunskogs kyrka ligger i socknen.   

## Administrativ historik
Socknen har medeltida ursprung. 28 januari 1616 utbröts Boda socken. 4 juli 1705 utbröts Mangskogs socken.
Vid kommunreformen 1862 övergick socknens ansvar för de kyrkliga frågorna till Brunskogs församling och för de borgerliga frågorna till Brunskogs landskommun. Landskommunen utökades 1952 och upplöstes 1971 då denna del uppgick i Arvika kommun.
1 januari 2016 inrättades distriktet Brunskog, med samma omfattning som församlingen hade 1999/2000.
Socknen har tillhört län, fögderier, tingslag och domsagor enligt vad som beskrivs i artikeln Jösse härad. De indelta soldaterna tillhörde Värmlands regemente och Livkompaniet.

## Geografi
Brunskogs socken ligger nordost om Arvika kring norra Värmeln. Socknen har odlingsbygd i söder vid sjön och till denna ledande dalar och är i övrigt en starkt kuperad skogsbygd.
Marknaden Gammelvala går av stapeln i juni varje år i socken.

## Fornlämningar
Förhistoriska gravar och några fångstgropar har påträffats.

## Namnet
Namnet skrevs 1503 Bronskog. Förleden innehåller broni, bruni, 'brand; svedja' och ger tolkningen 'skogsbygden som härjats av brand eller där det funnits svedjor'.

## Befolkningsutveckling
| Befolkningsutvecklingen i Brunskogs socken 1750–1990                                                     | Befolkningsutvecklingen i Brunskogs socken 1750–1990 | Befolkningsutvecklingen i Brunskogs socken 1750–1990 | Befolkningsutvecklingen i Brunskogs socken 1750–1990 | Befolkningsutvecklingen i Brunskogs socken 1750–1990 |
| --- | ---------------------------------------------------- | ---------------------------------------------------- | ---------------------------------------------------- | ---------------------------------------------------- |
| |                                                      |                                                      |                                                      |                                                      |
| År |                                                      |                                                      | Folkmängd                                            |                                                      |
| 1750 | 1750                                                 |                                                      | 1 505                                                |                                                      |
| 1760 | 1760                                                 |                                                      | 1 605                                                |                                                      |
| 1769 | 1769                                                 |                                                      | 1 791                                                |                                                      |
| 1780 | 1780                                                 |                                                      | 1 841                                                |                                                      |
| 1790 | 1790                                                 |                                                      | 2 027                                                |                                                      |
| 1810 | 1810                                                 |                                                      | 2 340                                                |                                                      |
| 1820 | 1820                                                 |                                                      | 2 662                                                |                                                      |
| 1830 | 1830                                                 |                                                      | 3 142                                                |                                                      |
| 1840 | 1840                                                 |                                                      | 3 557                                                |                                                      |
| 1850 | 1850                                                 |                                                      | 4 152                                                |                                                      |
| 1860 | 1860                                                 |                                                      | 4 820                                                |                                                      |
| 1870 | 1870                                                 |                                                      | 5 150                                                |                                                      |
| 1880 | 1880                                                 |                                                      | 4 988                                                |                                                      |
| 1890 | 1890                                                 |                                                      | 4 333                                                |                                                      |
| 1900 | 1900                                                 |                                                      | 4 030                                                |                                                      |
| 1910 | 1910                                                 |                                                      | 3 672                                                |                                                      |
| 1920 | 1920                                                 |                                                      | 3 615                                                |                                                      |
| 1930 | 1930                                                 |                                                      | 3 507                                                |                                                      |
| 1940 | 1940                                                 |                                                      | 3 150                                                |                                                      |
| 1950 | 1950                                                 |                                                      | 3 035                                                |                                                      |
| 1960 | 1960                                                 |                                                      | 2 626                                                |                                                      |
| 1970 | 1970                                                 |                                                      | 2 180                                                |                                                      |
| 1980 | 1980                                                 |                                                      | 2 082                                                |                                                      |
| 1990 | 1990                                                 |                                                      | 2 255                                                |                                                      |
| Anm: Källor: Umeå universitet - Tabellverket 1749-1859, Demografiska databasen, CEDAR, Umeå universitet. |                                                      |                                                      |                                                      |                                                      |